# Fuchsia huanucoensis
Fuchsia huanucoensis är en dunörtsväxtart som beskrevs av Paul Edward Berry. Fuchsia huanucoensis ingår i släktet fuchsior, och familjen dunörtsväxter. Inga underarter finns listade i Catalogue of Life.